# Waldemar Ekegårdh
Waldemar Ekegårdh, född 18 december 1879 i Kristianstad, död 12 januari 1948 i Stockholm, var en svensk krögare och restaurangman.

## Biografi
Waldemar Ekegårdhs föräldrar var källarmästaren Oscar Ekegårdh och Anna Hansson. Efter skolgången i Stockholm bedrev Ekegårdh restaurang- och hotellstudier 1895–1903 i Berlin, Paris och London. 1903 var han hovmästare på Operakällaren och där souschef mellan 1906 och 1924. På Göteborgsutställningen 1923 innehade han Pripps restaurang. Under två år, mellan 1924 och 1926, ledde han Restaurant Tattersall vid Grev Turegatan och gav stället sitt eget namn: Ekegårdhs.
Mellan 1927 och 1928 var han restaurangchef vid Restaurang Rosenbad i Rosenbads byggnad vid Strömgatan. Efter Cecil, Grand Hôtel och Hasselbacken kom Ekegårdh igen till Operakällaren där han kom att inta en förgrundsställning inom svensk restaurangnäring. 
Ekegårdh var lärare vid restaurangskolan och rådgivare i kulinariska frågor för tidningar och tidskrifter. Han skrev två kokböcker 100 Bjudningar – Matsedlar och recept för få och många gäster (1934) och Escoffiers stora kokbok II (översättning och bearbetning 1928). Han var gift två gånger 1912–1926 med Margit Brink och 1941 med skolkökslärarinnan Edith Jonsson. Han fann sin sista vila på Norra begravningsplatsen där han gravsattes den 29 januari 1948.